# UFC Fight Night: Blaydes vs. dos Santos
UFC Fight Night: Blaydes vs. dos Santos (även UFC Fight Night 166 och UFC on ESPN+ 24) var en MMA-gala som arrangerades av UFC och ägde rum 25 januari 2020 i Raleigh i North Carolina i USA.

## Bakgrund
En tungviktsmatch mellan  Curtis Blaydes och före detta tungviktsmästaren Junior dos Santos stod som huvudmatch.

### Ändringar
En stråviktsmatch mellan Hannah Cifers och Brianna Van Buren var planerad till galan. Van Buren var dock tvungen att dra sig ur matchen av okänd anledning och ersattes av före detta Invicta FC:s stråviktsmästare Angela Hill.
Josh Emmett och Nad Narimani drog sig ur sina respektive fjäderviktsmatcher och deras tänkta motståndare Arnold Allen och Nik Lentz mötte varandra istället.

### Invägning
Vid den officiella invägningen  vägde utövarna följande:

## Bonusar
Följande MMA-utövare fick bonusar om 50 000 USD vardera:
- Fight of the Night: Brett Johns vs. Tony Gravely
- Performance of the Night: Alex Perez and Herbert Burns